# Jean Orabona
Jean Orabona, né le 18 avril 1909 à Novella (Corse) et mort le 28 avril 1994 à Novella (Haute-Corse), est un homme politique français.

## Détail des fonctions et des mandats
Mandat parlementaire
- 4 mars 1964 - 2 avril 1967 : Député de la 1re circonscription de Corse